# Église Sainte-Catherine de Mazzorbo
 (mai 2023).
 (juillet 2024).
Si vous disposez d'ouvrages ou d'articles de référence ou si vous connaissez des sites web de qualité traitant du thème abordé ici, merci de compléter l'article en donnant les références utiles à sa vérifiabilité et en les liant à la section « Notes et références ».
L'église Sainte-Catherine est un édifice religieux situé à Venise, en Italie. Fondée en 783, elle constitue la principale attraction de Mazzorbo.

## Histoire
Le monastère bénédictin a été fondé en 1291 dans les locaux de l'hôpital éponyme de Bortoletta Giustiniani, fille de Nicolò, qui eut la dispense du pape Adrien IV pour quitter le couvent de San Nicolò del Lido afin de perpétuer la famille, qui s'est finalement éteinte. Dans cette même année fut terminée la reconstruction de l'église.
En 1432, la communauté obtint de l'évêque Filippo Parata de Torcello les biens des couvents de San Nicolo de Cavana à La Grazia et de Sainte-Marie-Madeleine de Gaiada situés sur deux petites îles voisines de Torcello, l'une habitée par des Bénédictins depuis 1303 et l'autre appartenant aux chanoines réguliers.
Par décret du 28 juillet 1806, la communauté a été concentrée à Saint-Jean l'Évangéliste à Torcello, après que les actifs aient été expropriés le 27 juin. Le couvent a ensuite été démoli et l'église est devenue une paroisse.
L'église a été restructurée au XIVe siècle, avec des touches romanes et gothiques et transformée à nouveau deux siècles plus tard avant de sombrer dans la décrépitude. Les deux derniers siècles ont vu quelques restaurations mais l'église conserve son atmosphère antique.

## Description
Les murs de briques sont gondolés et le pavement finement coloré de marbre datant de 1580. L'église composée d'une seule large nef, coiffée d'un plafond en bois en forme de quille de bateaux avec de la décoration peinte. Une belle fresque effacée est visible au-dessus du balcon à boiserie, tandis que des gravures en pierre décorent le portique d'entrée. La vieille boîte confessionnelle en bois est minutieusement taillée. La cloche du campanile passe pour être la plus vieille de la lagune, datant de 1318.

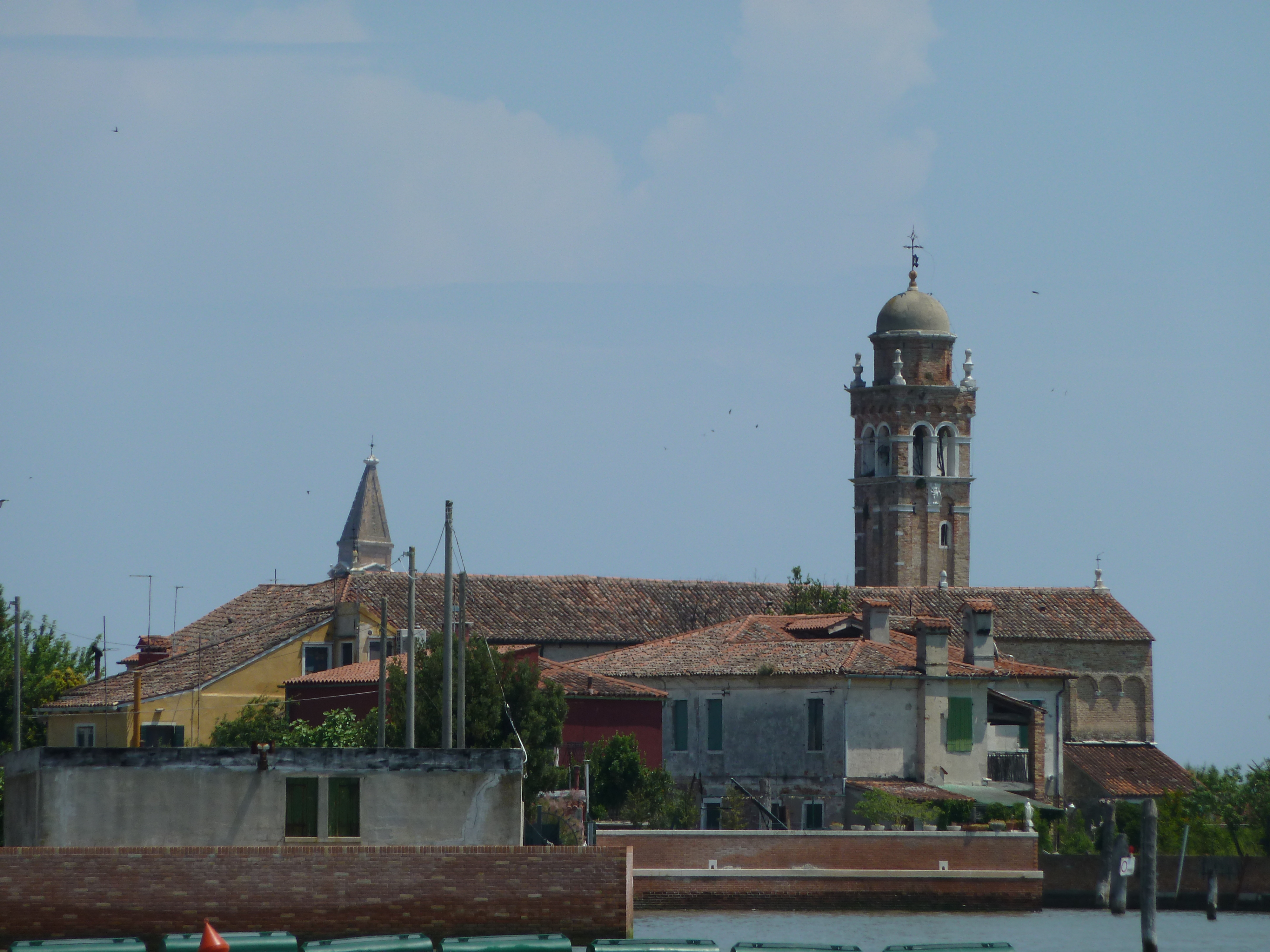
Ste Catherine
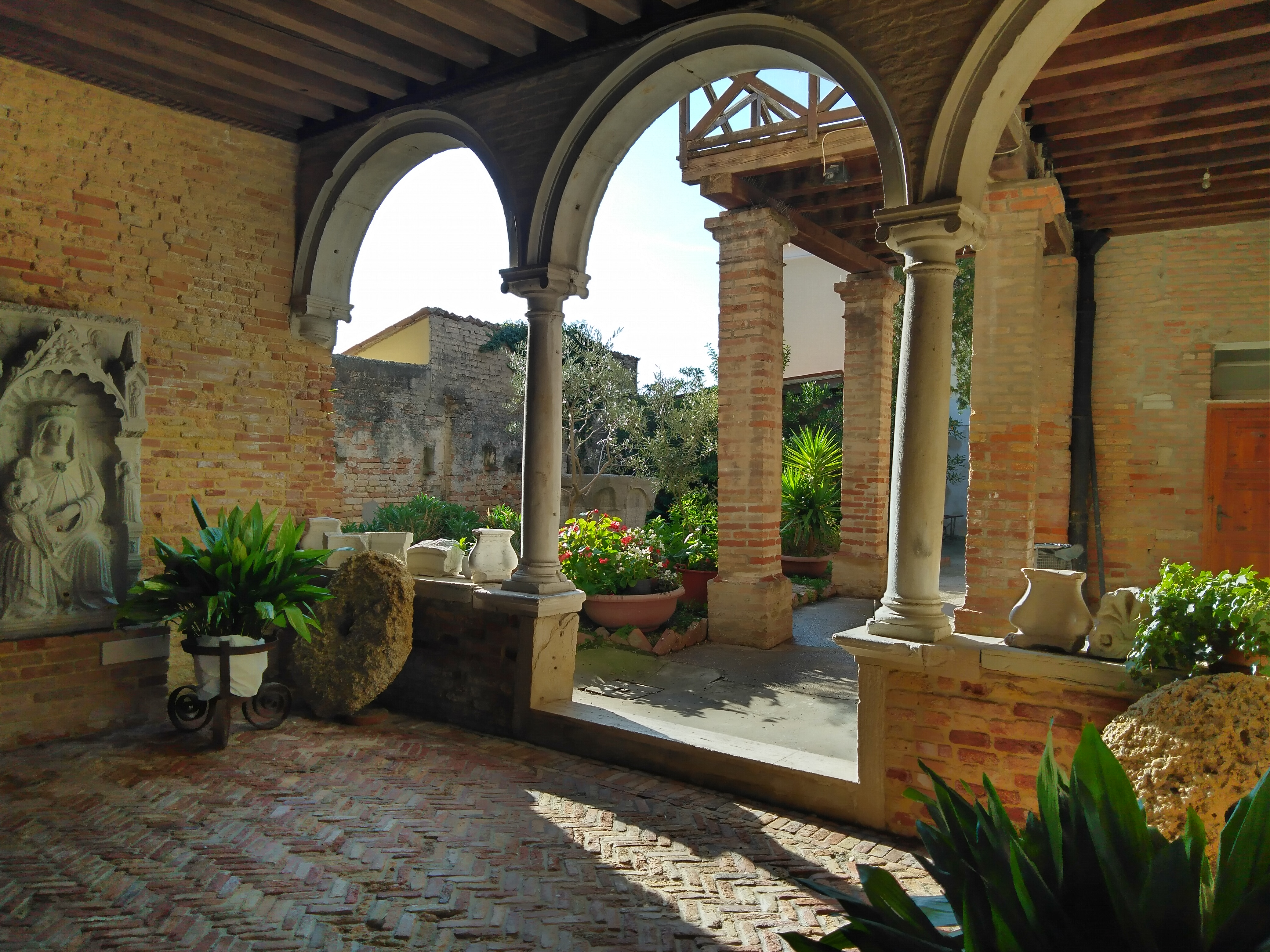
La cour
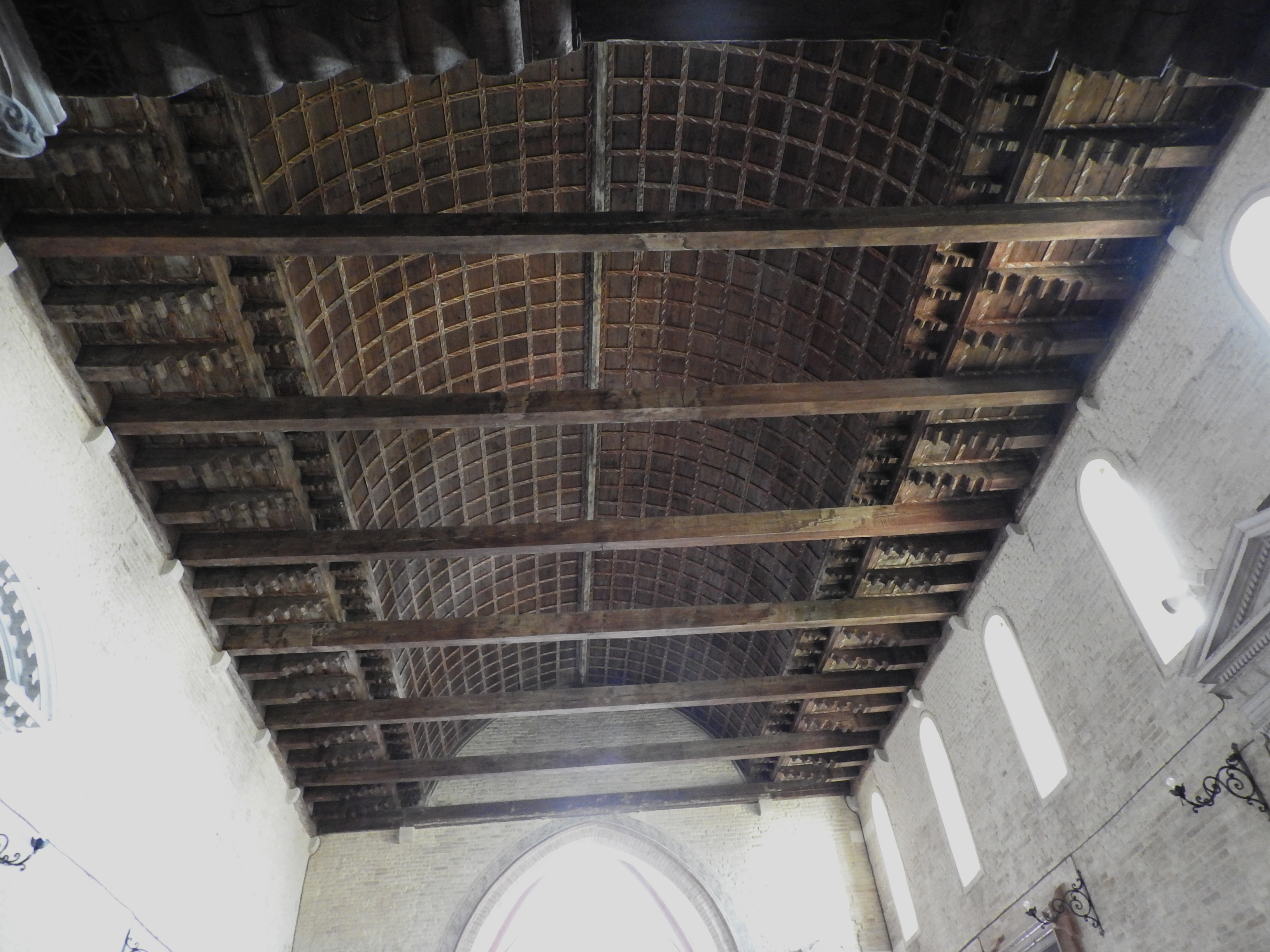
La nef en bois
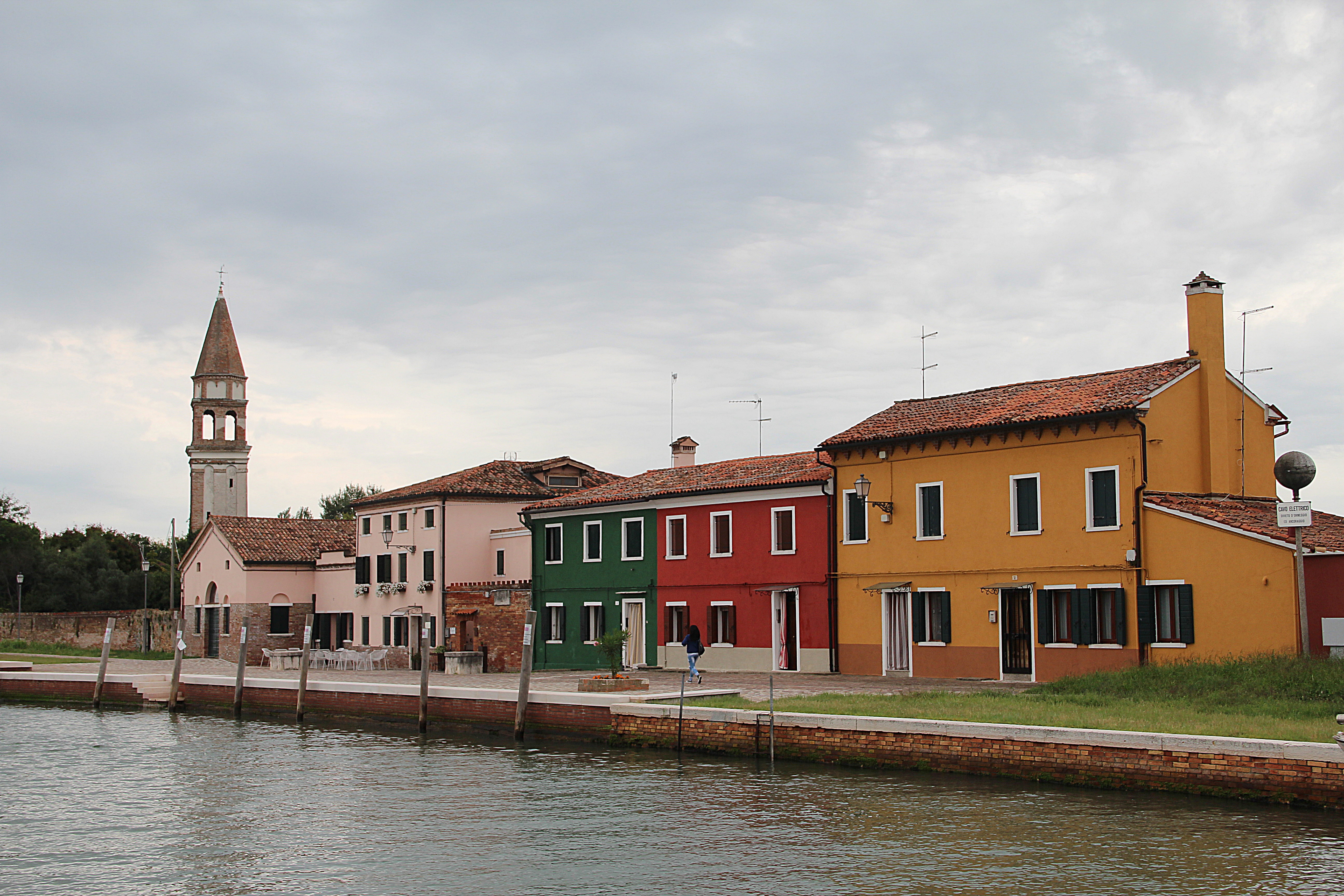
Le campanile de L'Archange St-Michel et les maisons le long du canal de Mazzorbo
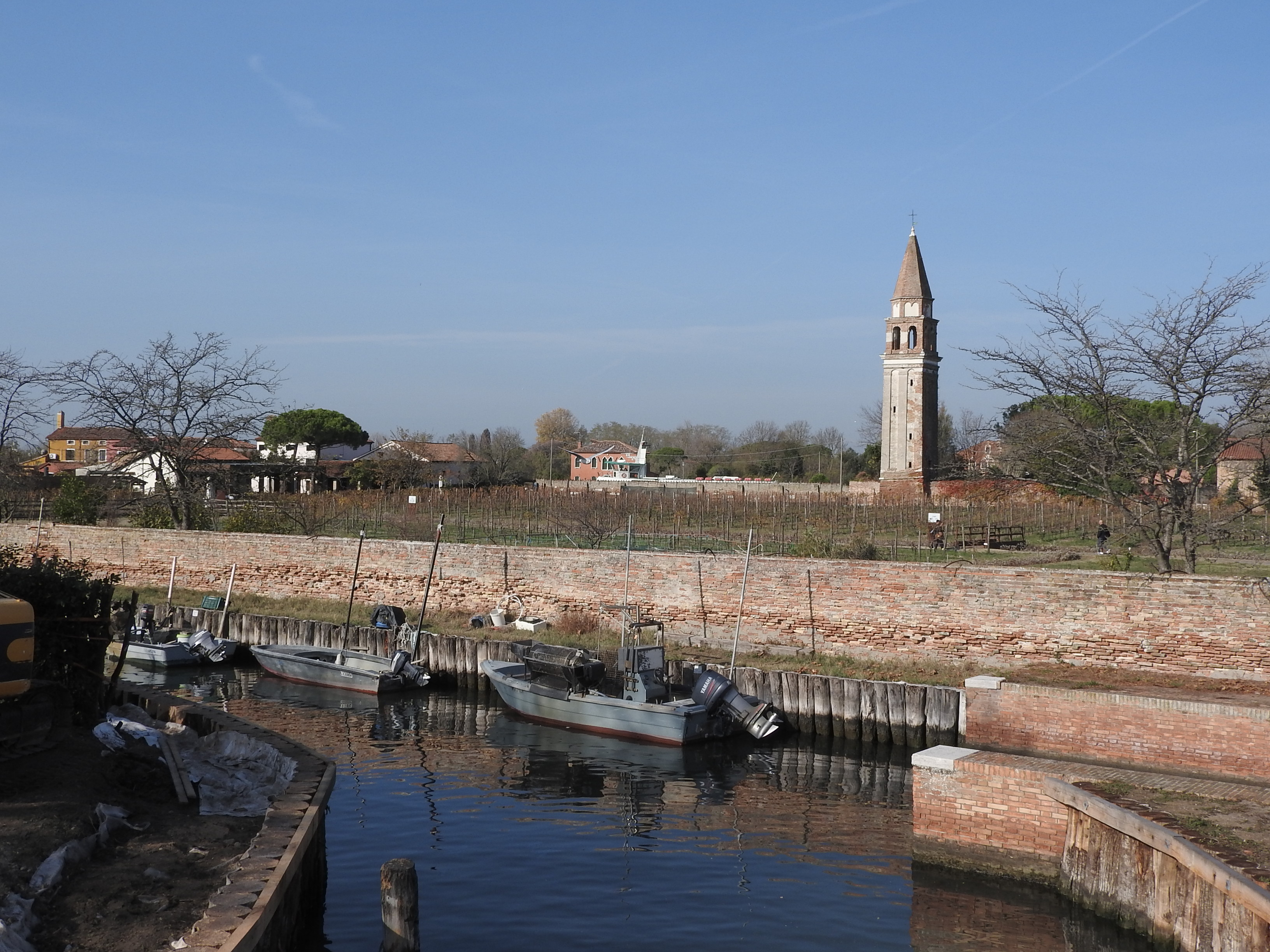
Le campanile de L'Archange St-Michel et les vignes